# Collomia diversifolia
Collomia diversifolia är en blågullsväxtart som beskrevs av Edward Lee Greene. Collomia diversifolia ingår i släktet limfrön, och familjen blågullsväxter. Inga underarter finns listade i Catalogue of Life.